# Aequidens rondoni
Aequidens rondoni és una espècie de peix de la família dels cíclids i de l'ordre dels perciformes que es troba a Sud-amèrica: conca del riu Amazones.

## Morfologia
Els mascles poden assolir els 9,7 cm de longitud total.